# Більшовистське сільське поселення (Ононський район)
Більшови́стське сільське поселення (рос. Большевистское сельское поселение) — сільське поселення у складі Ононського району Забайкальського краю Росії.
Адміністративний центр — село Більшовик.

## Історія
Станом на 2002 рік існували Більшовистська сільська адміністрація (села Більшовик, Урта-Харгана, Усть-Ліска) та Кубухайська сільська адміністрація (село Кубухай).

## Населення
Населення сільського поселення становить 824 особи (2019; 1021 у 2010, 1318 у 2002).

## Склад
До складу сільського поселення входять:
| Населений пункт    | Населення, осіб (2002) | Населення, осіб (2010) |
| ------------------ | ---------------------- | ---------------------- |
| Більшовик, село    | 471                    | 397                    |
| Кубухай, село      | 577                    | 452                    |
| Урта-Харгана, село | 74                     | 62                     |
| Усть-Ліска, село   | 196                    | 110                    |